# 빈 국제 영화제

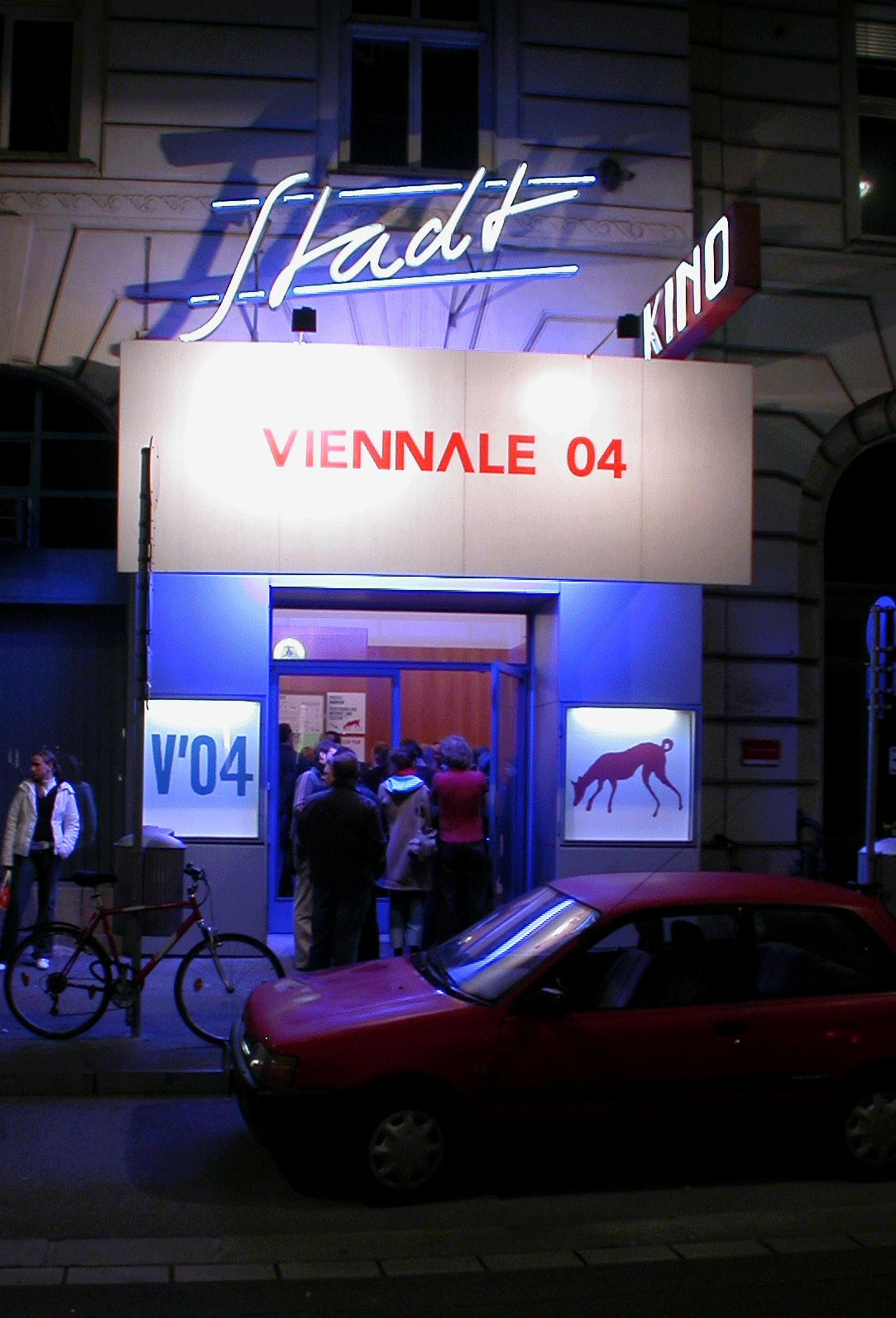

빈 국제 영화제(Vienna International Film Festival) 또는 비엔날레(Viennale)는 오스트리아 빈에서 매년 10월에 열리는 국제 영화제이다. 1960년 처음 개최되었다.